# Einwohnerentwicklung von Lübeck
Dieser Artikel gibt die Einwohnerentwicklung von Lübeck tabellarisch und graphisch wieder.

## Einwohnerentwicklung
Das etwa zur Zeit Karls des Großen (748–814) errichtete Liubice war die Vorgängersiedlung der späteren Stadt Lübeck. 1143 ließ Adolf II., Graf von Schauenburg und Holstein Lübeck als erste deutsche Hafenstadt an der Ostsee errichten. Nach einem Brand 1157 wurde der Ort während der Herrschaft von Heinrich dem Löwen wiederaufgebaut und 1159 neugegründet. Vermutlich bildeten die Einwohner des slawischen Handelsplatzes Liubice den Kern der Stadtbevölkerung. Die ersten Neusiedler kamen aus der westlichen Nachbarschaft, dem Gebiet der Sachsenstämme Holsten und Stormarn, später aus dem ferneren Westen, den Niederlanden, Friesland und Westfalen.
Wegen der zentralen Lage in der Wirtschaftsregion zwischen Ärmelkanal und Nowgorod sowie zahlreicher Privilegien nahm die Stadt einen lebhaften Aufschwung. Im Spätmittelalter und der frühen Neuzeit war Lübeck eine der größten deutschen Städte. Sie wurde an Einwohnerzahl nur von Köln und zeitweise Magdeburg übertroffen und gehörte neben Rom, Venedig, Pisa und Florenz zu den fünf Herrlichkeiten des Reiches. 1642 lebten in Lübeck mehr als 30.000 Menschen. Nach dem Niedergang der Hanse und deren Auflösung 1669 ging die Bevölkerungszahl bis 1769 auf unter 18.000 zurück.
Im 19. Jahrhundert begann die Bevölkerung zu wachsen. Bis zur Aufhebung der Torsperre bereits um circa 50 Prozent, danach jedoch im Zug der Industrialisierung noch erheblich rasanter und zwar bis 1880 auf über 50.000. Im Jahre 1912 überschritt die Einwohnerzahl der Stadt Lübeck die Grenze von 100.000, wodurch sie zur Großstadt wurde. Die Eingemeindung der Stadt Travemünde (1910 = 2.162 Einwohner) und weiterer elf Landgemeinden am 1. April 1913 brachte einen Zuwachs von rund 14.000 Personen. In weniger als 100 Jahren hatte sich die Bevölkerung damit vervierfacht. Im Vergleich zu vielen in dieser Hinsicht erfolgreicheren Städten Deutschlands, insbesondere zu Hamburg, Kiel und Stettin hing jedoch selbst diese Entwicklung zurück. Lübeck gehörte in dieser Hinsicht nur zur Mittelgruppe der Städte, die zwar den Absprung in die neue Zeit schafften, jedoch nicht mit der Spitzengruppe mithalten konnte.
Die Volkszählung vom 17. Mai 1939 ergab eine Bevölkerungszahl von 154.311. Bis Dezember 1945 stieg diese um rund 100.000 Personen auf 250.181 – historischer Höchststand. Bei der Zählung vom 29. Oktober 1946 wurden 87.288 Flüchtlinge ermittelt. Die unterzubringende Gesamtbevölkerung lag bei 223.059 Personen (einschließlich Ausländer bei 235.923). Diese Entwicklung ist fast ausschließlich auf den Zweiten Weltkrieg zurückzuführen. Lübeck war bereits in der zweiten Hälfte des Krieges Flüchtlingsstadt, weil es nach dem ersten Bombenangriff von weiteren Bombenangriffen verschont blieb und relativ zu anderen deutschen Großstädten mit mehr als 100.000 Einwohnern nur gering zerstört wurde. Dieser Umstand war auch entscheidend dafür, dass die Alliierten in und bei Lübeck Flüchtlingslager einrichteten. Viele der Flüchtlinge wurden in Lübeck sesshaft, unter ihnen allerdings auffällig wenig Selbständige und Akademiker.
Am 31. Dezember 2018 betrug die „Amtliche Einwohnerzahl“ für Lübeck nach Fortschreibung des Statistischen Amtes für Hamburg und Schleswig-Holstein 217.198 (nur Hauptwohnsitze und nach Abgleich mit den anderen Landesämtern). Das Melderegister der Stadt zeigte im April 2019 eine Einwohnerzahl von knapp 220.000.
Zukunftsforscher sagen für die weitere Entwicklung bis 2030 einen Einwohnerverlust von circa fünf Prozent voraus.
Die folgende Übersicht zeigt die Einwohnerzahlen nach dem jeweiligen Gebietsstand. Bis 1788 handelt es sich meist um Schätzungen, danach um Volkszählungsergebnisse (¹) oder amtliche Fortschreibungen der Stadtverwaltung (bis 1970) und des Statistischen Landesamtes (ab 1971). Die Angaben beziehen sich ab 1871 auf die „Ortsanwesende Bevölkerung“, ab 1925 auf die Wohnbevölkerung und seit 1987 auf die „Bevölkerung am Ort der Hauptwohnung“. Vor 1871 wurde die Einwohnerzahl nach uneinheitlichen Erhebungsverfahren ermittelt.

### Von 1227 bis 1870
(jeweiliger Gebietsstand)
| Jahr | Einwohner |
| ---- | --------- |
| 1227 | 6.000     |
| 1350 | 18.800    |
| 1400 | 17.200    |
| 1460 | 21.568    |
| 1487 | 23.157    |
| 1502 | 25.444    |
| 1532 | 22.452    |
| 1600 | 22.570    |
| 1642 | 31.068    |
| 1662 | 26.597    |
| 1682 | 23.596    |
| 1708 | 19.978    |

| Jahr/Datum          | Einwohner |
| ------------------- | --------- |
| 1728                | 18.667    |
| 1769                | 17.644    |
| 1788                | 18.693    |
| 1. Oktober 1807 ¹   | 24.631    |
| 1. Januar 1812 ¹    | 22.772    |
| 1. November 1815 ¹  | 24.143    |
| 1. November 1828 ¹  | 25.600    |
| 1. September 1845 ¹ | 25.360    |
| 1. September 1851 ¹ | 26.098    |
| 1. September 1857 ¹ | 26.672    |
| 1. September 1862 ¹ | 27.249    |
| 3. Dezember 1867 ¹  | 34.346    |

¹ Volkszählungsergebnis

### Von 1871 bis 1944
(jeweiliger Gebietsstand)
Einwohner 1871 der Freien und Hansestadt Lübeck
| Stadtamt   | Einwohner 1871 |
| ---------- | -------------- |
| Lübeck     | 39.743         |
| Landamt    | Einwohner 1871 |
| Lübeck     | 10.454         |
| Amt        | Einwohner 1871 |
| Travemünde | 1.961          |

| Datum              | Einwohner |
| ------------------ | --------- |
| 1. Dezember 1871 ¹ | 39.743    |
| 1. Dezember 1875 ¹ | 44.799    |
| 1. Dezember 1880 ¹ | 51.055    |
| 1. Dezember 1885 ¹ | 55.399    |
| 1. Dezember 1890 ¹ | 63.590    |
| 2. Dezember 1895 ¹ | 69.874    |
| 1. Dezember 1900 ¹ | 82.098    |
| 31. Dezember 1901  | 83.961    |
| 31. Dezember 1902  | 85.976    |
| 31. Dezember 1903  | 88.872    |
| 31. Dezember 1904  | 90.003    |
| 1. Dezember 1905 ¹ | 91.541    |
| 31. Dezember 1906  | 92.983    |
| 31. Dezember 1907  | 94.406    |
| 31. Dezember 1908  | 95.829    |
| 31. Dezember 1909  | 97.252    |
| 1. Dezember 1910 ¹ | 98.656    |
| 31. Dezember 1911  | 99.790    |

| Datum              | Einwohner |
| ------------------ | --------- |
| 31. Dezember 1912  | 100.791   |
| 31. Dezember 1913  | 114.446   |
| 1. Dezember 1916 ¹ | 109.897   |
| 5. Dezember 1917 ¹ | 108.956   |
| 8. Oktober 1919 ¹  | 113.071   |
| 31. Dezember 1919  | 114.656   |
| 31. Dezember 1920  | 118.709   |
| 31. Dezember 1921  | 121.443   |
| 31. Dezember 1922  | 123.064   |
| 31. Dezember 1923  | 122.785   |
| 31. Dezember 1924  | 123.796   |
| 16. Juni 1925 ¹    | 120.788   |
| 31. Dezember 1925  | 121.725   |
| 31. Dezember 1926  | 122.397   |
| 31. Dezember 1927  | 124.542   |
| 31. Dezember 1928  | 127.843   |
| 31. Dezember 1929  | 128.743   |
| 31. Dezember 1930  | 129.842   |

| Datum             | Einwohner |
| ----------------- | --------- |
| 31. Dezember 1931 | 129.995   |
| 31. Dezember 1932 | 130.481   |
| 16. Juni 1933 ¹   | 129.427   |
| 31. Dezember 1933 | 129.978   |
| 31. Dezember 1934 | 130.467   |
| 31. Dezember 1935 | 137.812   |
| 31. Dezember 1936 | 143.113   |
| 31. Dezember 1937 | 146.654   |
| 31. Dezember 1938 | 150.144   |
| 17. Mai 1939 ¹    | 154.811   |
| 31. Dezember 1939 | 160.015   |
| 31. Dezember 1940 | 166.300   |
| 31. Dezember 1941 | 172.809   |
| 31. Dezember 1942 | 177.143   |
| 31. Dezember 1943 | 183.403   |
| 31. Dezember 1944 | 190.031   |

¹ Volkszählungsergebnis

### Von 1945 bis 1989
(jeweiliger Gebietsstand)
| Datum                | Einwohner |
| -------------------- | --------- |
| 31. Dezember 1945    | 250.181   |
| 29. Oktober 1946 ¹   | 235.923   |
| 31. Dezember 1946    | 239.194   |
| 31. Dezember 1947    | 245 111   |
| 31. Dezember 1948    | 246.058   |
| 31. Dezember 1949    | 243.548   |
| 13. September 1950 ¹ | 238.276   |
| 31. Dezember 1950    | 237.548   |
| 31. Dezember 1951    | 234.960   |
| 31. Dezember 1952    | 233.554   |
| 31. Dezember 1953    | 230.974   |
| 31. Dezember 1954    | 229.345   |
| 31. Dezember 1955    | 229.132   |
| 25. September 1956 ¹ | 229.554   |
| 31. Dezember 1956    | 228.670   |
| 31. Dezember 1957    | 230.708   |
| 31. Dezember 1958    | 230.840   |

| Datum             | Einwohner |
| ----------------- | --------- |
| 31. Dezember 1959 | 231.827   |
| 31. Dezember 1960 | 232.673   |
| 6. Juni 1961 ¹    | 235.200   |
| 31. Dezember 1961 | 236.477   |
| 31. Dezember 1962 | 237.322   |
| 31. Dezember 1963 | 237.856   |
| 31. Dezember 1964 | 239.171   |
| 31. Dezember 1965 | 240.015   |
| 31. Dezember 1966 | 242.616   |
| 31. Dezember 1967 | 242.731   |
| 31. Dezember 1968 | 243.121   |
| 31. Dezember 1969 | 241.982   |
| 27. Mai 1970 ¹    | 239.339   |
| 31. Dezember 1970 | 239.657   |
| 31. Dezember 1971 | 239.761   |
| 31. Dezember 1972 | 237.776   |
| 31. Dezember 1973 | 236.047   |

| Datum             | Einwohner |
| ----------------- | --------- |
| 31. Dezember 1974 | 234.510   |
| 31. Dezember 1975 | 232.270   |
| 31. Dezember 1976 | 230.407   |
| 31. Dezember 1977 | 227.184   |
| 31. Dezember 1978 | 224.790   |
| 31. Dezember 1979 | 222.120   |
| 31. Dezember 1980 | 220.588   |
| 31. Dezember 1981 | 219.403   |
| 31. Dezember 1982 | 217.225   |
| 31. Dezember 1983 | 214.980   |
| 31. Dezember 1984 | 211.707   |
| 31. Dezember 1985 | 210.318   |
| 31. Dezember 1986 | 209.159   |
| 25. Mai 1987 ¹    | 210.497   |
| 31. Dezember 1987 | 210.356   |
| 31. Dezember 1988 | 210.681   |
| 31. Dezember 1989 | 212.932   |

¹ Volkszählungsergebnis
Quellen: Stadt Lübeck (bis 1970), Statistisches Amt für Hamburg und Schleswig-Holstein (ab 1971)

### Ab 1990
(jeweiliger Gebietsstand)
| Datum             | Einwohner |
| ----------------- | --------- |
| 31. Dezember 1990 | 214.758   |
| 31. Dezember 1991 | 215.999   |
| 31. Dezember 1992 | 217.500   |
| 31. Dezember 1993 | 217.269   |
| 31. Dezember 1994 | 216.854   |
| 31. Dezember 1995 | 216.986   |
| 31. Dezember 1996 | 215.673   |
| 31. Dezember 1997 | 215.376   |
| 31. Dezember 1998 | 214.017   |
| 31. Dezember 1999 | 213.326   |
| 31. Dezember 2000 | 213.399   |
| 31. Dezember 2001 | 213.496   |

| Datum             | Einwohner |
| ----------------- | --------- |
| 31. Dezember 2002 | 213.301   |
| 31. Dezember 2003 | 212.754   |
| 31. Dezember 2004 | 211.874   |
| 31. Dezember 2005 | 211.825   |
| 31. Dezember 2006 | 211.213   |
| 31. Dezember 2007 | 211.541   |
| 31. Dezember 2012 | 211.713   |
| 31. Dezember 2013 | 212.958   |
| 31. Dezember 2014 | 214.420   |
| 31. Dezember 2015 | 216.253   |
| 31. Dezember 2016 | 216.712   |
| 31. Dezember 2017 | 216.318   |

| Datum             | Einwohner |
| ----------------- | --------- |
| 31. Dezember 2018 | 217.198   |
| 31. Dezember 2019 | 216.530   |
| 31. Dezember 2020 | 215.846   |
| 31. Dezember 2021 | 216.277   |
| 31. Dezember 2022 | 216.097   |
| 31. Dezember 2023 | 217.061   |

Quelle: Statistisches Amt für Hamburg und Schleswig-Holstein Grundlage: Amtliche Bevölkerungsfortschreibung; diese Zahlen weichen von denen der Hansestadt Lübeck ab, die auf der Grundlage des Einwohnermelderegisters erstellt werden; die dortigen Zahlen lauten zum 31. Dezember 2017 219.255 und zum 31. Dezember 2018 220.629.

## Bevölkerungsprognose
In ihrem 2006 publizierten „Wegweiser Demographischer Wandel 2020“, in dem die Bertelsmann-Stiftung Daten zur Entwicklung der Einwohnerzahl von 2.959 Kommunen in Deutschland liefert, wurde für Lübeck ein Rückgang der Bevölkerung zwischen 2003 und 2020 um 2,7 Prozent (5.785 Personen) vorausgesagt. In dem Portal „Wegweiser Kommune“, einer Weiterentwicklung des „Wegweisers Demographischer Wandel“, prognostiziert die Bertelsmann-Stiftung weiterhin einen vergleichbaren Bevölkerungsrückgang. Entgegen dieser Prognosen ist die Bevölkerung Lübecks zum 31. Dezember 2023 auf 219.044 angewachsen. Die Prognose der Hansestadt Lübeck geht von über 225.000 Einwohnern im Jahre 2035 aus.
Absolute Bevölkerungsentwicklung 2003–2030 – Prognose für Lübeck (Hauptwohnsitze):

Die in der Tabelle dargestellten Prognosen (rot u. grün) im Vergleich zur tatsächlichen Entwicklung bis 2017 (blau)

| Datum | Einwohner (Stand 2006) | Einwohner (Stand 2012) |
| ----- | ---------------------- | ---------------------- |
| 2003  | 212.754                | k. A.                  |
| 2005  | 212.497                | k. A.                  |
| 2009  | k. A.                  | 209.600                |
| 2010  | 211.304                | k. A.                  |
| 2015  | 209.429                | 208.860                |
| 2020  | 206.969                | 207.920                |
| 2025  | k. A.                  | 206.290                |
| 2030  | k. A.                  | 203.760                |

Quelle: Bertelsmann-Stiftung

## Bevölkerungsstruktur
Die größten Gruppen der melderechtlich in Lübeck registrierten Ausländer kamen am 31. Dezember 2006 aus der Türkei (5.508), Polen (1.353), Ukraine (671), Griechenland (617), Russland (598), Irak (486), Italien (480), Finnland (293), Portugal (256), Spanien (236), Österreich (232) und China (212).
| Bevölkerung                 | Stand 31. Dezember 2006 |
| --------------------------- | ----------------------- |
| Einwohner mit Hauptwohnsitz | 211.213                 |
| davon männlich              | 100.490                 |
| weiblich                    | 110.723                 |
| Deutsche                    | 195.318                 |
| Ausländer                   | 15.895                  |
| Ausländeranteil in Prozent  | 7,5                     |

Quelle: Statistisches Amt für Hamburg und Schleswig-Holstein

## Altersstruktur

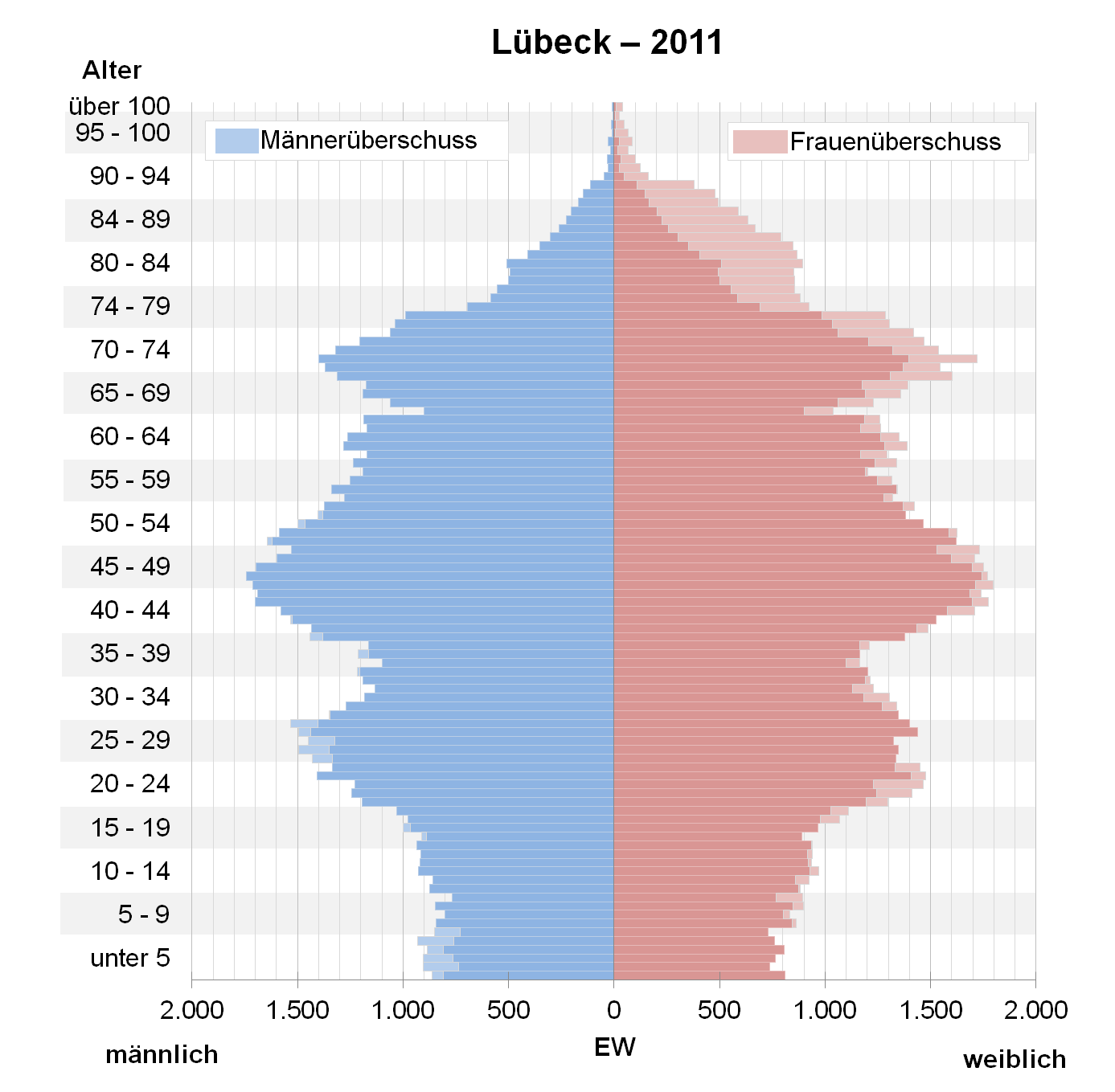
Bevölkerungspyramide für Lübeck (Datenquelle: Zensus 2011)

Die folgende Übersicht zeigt die Altersstruktur vom 31. Dezember 2006 (Hauptwohnsitze).
| Alter von – bis | Einwohnerzahl | Anteil in Prozent |
| --------------- | ------------- | ----------------- |
| 0 – 5           | 10.549        | 5,0               |
| 6 – 9           | 7.462         | 3,5               |
| 10 – 17         | 16.120        | 7,6               |
| 18 – 29         | 31.006        | 14,7              |
| 30 – 44         | 45.814        | 21,7              |
| 45 – 64         | 52.838        | 25,0              |
| über 65         | 47.424        | 22,5              |
| Gesamt          | 211.213       | 100,0             |

Quelle: Statistisches Amt für Hamburg und Schleswig-Holstein

## Stadtgliederung

### Stadtteile
Die Einwohnerzahlen beziehen sich auf den 30. Juni 2018 (Hauptwohnsitze).
| Nr. | Name              | Fläche in km² | Einwohner- zahl | Einwohner pro km² |
| --- | ----------------- | ------------- | --------------- | ----------------- |
| 01  | Innenstadt        | 2,28          | 14.062          | 6.168             |
| 02  | Sankt Jürgen      | 61,89         | 45.418          | 734               |
| 03  | Moisling          | 13,44         | 10.823          | 805               |
| 04  | Buntekuh          | 4,87          | 11.100          | 2.279             |
| 05  | Sankt Lorenz Süd  | 2,92          | 15.426          | 5.283             |
| 06  | Sankt Lorenz Nord | 27,94         | 43.491          | 1.557             |
| 07  | Sankt Gertrud     | 26,52         | 41.596          | 1.568             |
| 08  | Schlutup          | 8,38          | 5.862           | 700               |
| 09  | Kücknitz          | 24,59         | 18.691          | 760               |
| 10  | Travemünde        | 41,31         | 13.466          | 326               |
|     | Lübeck            | 214,14        | 219.956         | 1.027             |

Quelle: Stadt Lübeck

### Stadtbezirke
Die Einwohnerzahlen beziehen sich auf den 31. Dezember 2007 (Hauptwohnsitze).
| Nr.  | Name               | Fläche in km² | Einwohner- zahl | Einwohner pro km² |
| ---- | ------------------ | ------------- | --------------- | ----------------- |
| 0101 | Innenstadt         | 2,28          | 13.607          | 5.968             |
| 0202 | Hüxtertor          | 7,27          | 26.575          | 3.655             |
| 0209 | Strecknitz         | 12,74         | 10.664          | 837               |
| 0210 | Blankensee         | 7,17          | 418             | 58                |
| 0211 | Wulfsdorf          | 3,79          | 442             | 117               |
| 0212 | Beidendorf         | 3,50          | 114             | 33                |
| 0213 | Krummesse          | 7,20          | 1.061           | 147               |
| 0214 | Kronsforde         | 2,66          | 510             | 192               |
| 0215 | Niederbüssau       | 6,27          | 631             | 101               |
| 0216 | Vorrade            | 3,49          | 95              | 27                |
| 0217 | Schiereichenkoppel | 3,88          | 552             | 142               |
| 0218 | Oberbüssau         | 3,92          | 158             | 40                |
| 0319 | Niendorf           | 7,06          | 1.372           | 194               |
| 0320 | Reecke             | 2,49          | 97              | 39                |
| 0321 | Alt-Moisling       | 3,89          | 10.061          | 2.586             |
| 0422 | Buntekuh           | 4,87          | 10.582          | 2.173             |
| 0503 | Sankt Lorenz Süd   | 2,92          | 15.014          | 5.142             |
| 0604 | Holstentor Nord    | 4,39          | 20.530          | 4.677             |
| 0605 | Falkenfeld/Vorwerk | 6,01          | 10.663          | 1.774             |
| 0623 | Groß-Steinrade     | 13,82         | 3.217           | 233               |
| 0624 | Dornbreite         | 3,72          | 7.505           | 2.017             |
| 0706 | Burgtor            | 6,15          | 7.639           | 1.242             |
| 0707 | Marli/Brandenbaum  | 9,23          | 20.466          | 2.217             |
| 0708 | Eichholz           | 3,83          | 7.676           | 2.004             |
| 0725 | Karlshof           | 7,31          | 6.195           | 847               |
| 0826 | Schlutup           | 8,38          | 5.758           | 687               |
| 0927 | Dänischburg        | 9,25          | 4.334           | 469               |
| 0928 | Herrenwyk          | 2,34          | 4.073           | 1.741             |
| 0929 | Alt Kücknitz       | 9,75          | 9.846           | 1.010             |
| 0930 | Pöppendorf         | 3,25          | 197             | 61                |
| 1031 | Ivendorf           | 3,55          | 271             | 76                |
| 1032 | Alt-Travemünde     | 6,84          | 11.785          | 1.723             |
| 1033 | Priwall            | 23,98         | 1.524           | 64                |
| 1034 | Teutendorf         | 3,53          | 119             | 34                |
| 1035 | Brodten            | 3,41          | 114             | 33                |
|      | Lübeck             | 214,14        | 213.865         | 999               |

Quelle: Stadt Lübeck